# 由羅海里
由羅海里（1月16日—）是日本插畫家和漫畫家。血型B型。

## 主要作品

### 遊戲人设
- 安琪莉可系列
- 新·安琪莉可

### 小說插绘
- （榎木洋子作、Cobalt文庫）
- 彩雲國物語（雪乃紗衣作、角川書店）

### 漫畫
- 安琪莉可、原名《アンジェリーク（日语：アンジェリーク）》、Fantasy DX、1996-2003年、全11卷
- 彩雲國物語、原名《彩雲国物語》、Beans Ace·月刊Asuka、2005-2011、全9卷

### 插画集·画集
- 星之王冠 ― 由罗海里 安琪莉可自选画集 ISBN 9784877198336
- 彩云国物语 插画集 ISBN 9784048542883